# Rottumerplaat

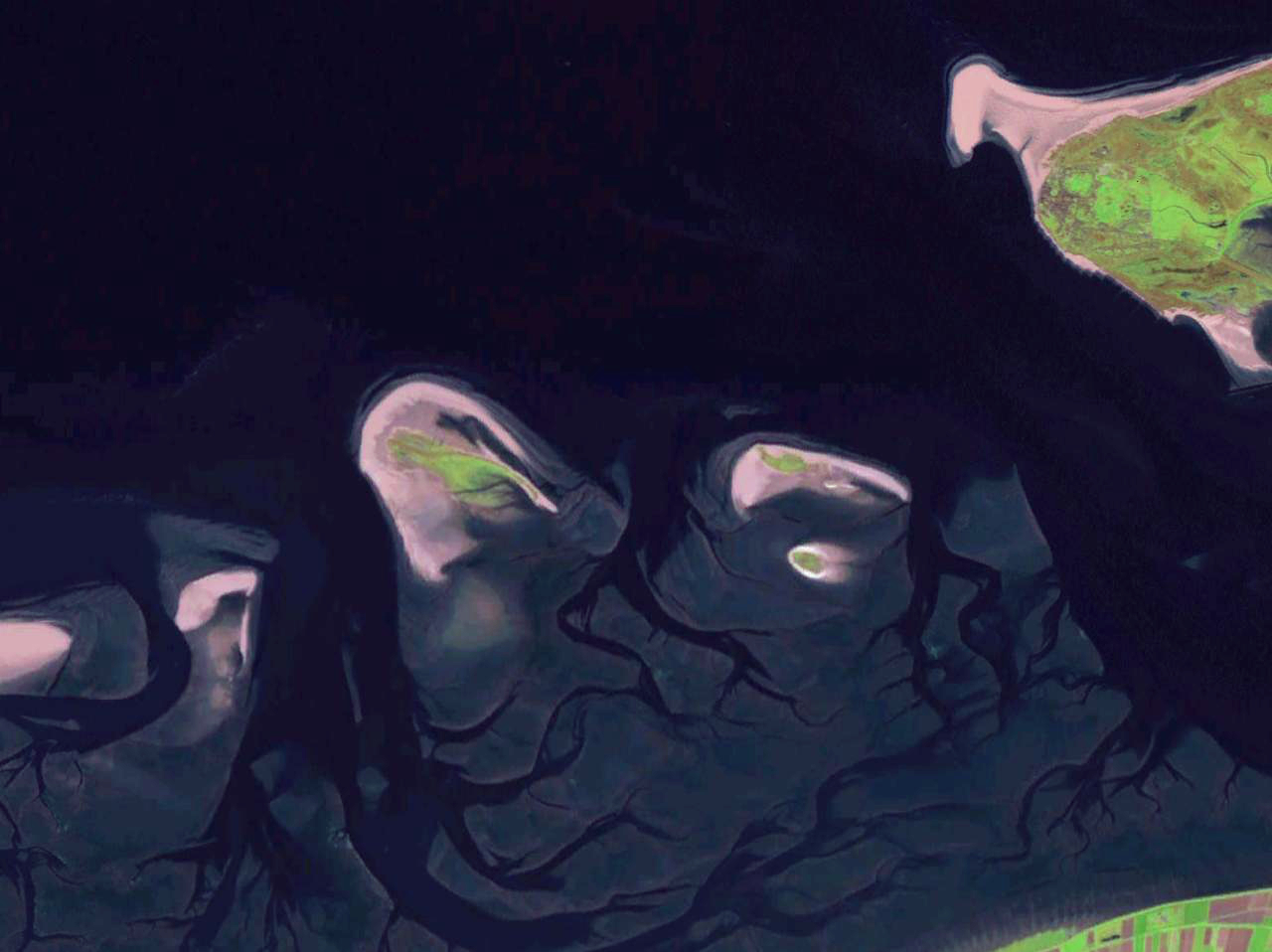
V. l. n. r.: Ostspitze von Schiermonnikoog, Simonszand, Rottumerplaat, Rottumeroog mit den Zuiderduintjes und dem Westteil von Borkum

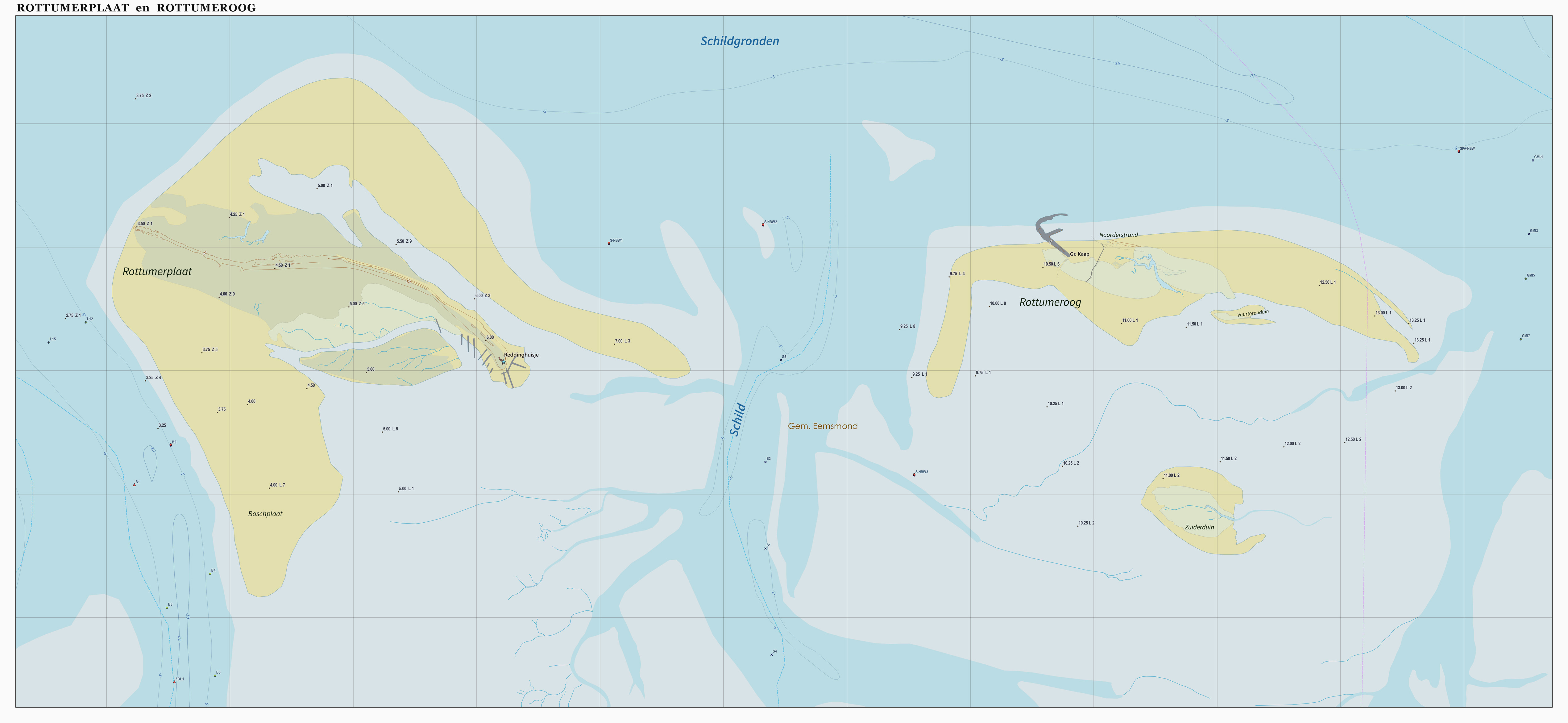
Karte mit Rottumerplaat, Rottumeroog und Umgebung

Die Rottumerplaat ist eine unbewohnte Düneninsel im niederländischen Wattenmeer.
Die Westfriesische Insel gehörte zur Gemeinde Warffum, die am 1. Januar 1990 Teil der Gemeinde Eemsmond (seit 2019 Teil von Het Hogeland) in der Provinz Groningen wurde.
Die Insel wurde bekannt, nachdem dort 1971 die Schriftsteller Jan Wolkers und Godfried Bomans je eine Woche wohnten und ihre Erlebnisse später veröffentlichten.

## Lage
Nördlich der Insel befindet sich die Nordsee mit dem Hubertgat, südlich das Wattenmeer und das Boschgat, westlich liegt die westfriesische Insel Schiermonnikoog und östlich die Düneninsel Rottumeroog.
Die Rottumerplaat stellt den nördlichsten Punkt der Niederlande dar.

## Geschichte
Die Rottumerplaat ist etwa 1833 entstanden, ursprünglich als Sandbank. Um 1860 wurde das Gelände Rottumerplaat getauft. 1950 legte die Rijkswaterstaat einen Deich an, da es als Stützpunkt für das weitere Eindeichen des Wattenmeers geplant war. Wie auch Rottumeroog verschiebt sich die Rottumerplaat weiter nach Osten. Im Vergleich zu anderen kleinen Inseln im Wattenmeer wandert sie vergleichsweise schnell. Von 1980 bis 2000 betrug ihre durchschnittliche Lageveränderung 75 Meter pro Jahr und zwischen 2004 und 2012 noch beachtliche 56 Meter pro Jahr.
Von 1965 bis 1985 wuchs die Insel auf 900 Hektar an, wobei nun eine Stabilisierung eingetreten ist. In den letzten zehn Jahren sind im Nordosten der Insel zudem zahlreiche Dünen entstanden.
Die Rottummerplaat ist unbewohnt und der Zugang ist verboten. Die Verwaltung erfolgt durch die Rijkswaterstaat, Staatsbosbeheer und das Ministerie van Landbouw, Natuur en Voedselkwaliteit. 1991 wurde beschlossen, dass Rottumeroog und Rottumerplaat nur noch zweimal im Jahr
betreten werden dürfen.

## Fauna
Die Rottumerplaat ist, wie auch Rottumeroog, ein wichtiger Rastplatz für den Sanderling (Calidris alba), den Alpenstrandläufer (Calidris alpina) und den Seeregenpfeifer (Charadrius alexandrinus). Dazu ist es ein Brutgebiet für Eiderenten (Somateria mollissima), Brandgänse (Tadorna tadorna), Küstenseeschwalbe (Sterna paradisaea), Fluss-Seeschwalbe (Sterna hirundo), Zwergseeschwalbe (Sterna albifrons) und Sandregenpfeifer (Charadrius hiaticula). Ab 1996 hatte man auch die seltene Brandseeschwalbe (Sterna sandvicensis) beobachtet, aber seit einigen Jahren ist sie verschwunden.

## Godfried Bomans und Jan Wolkers
Auf der Insel befindet sich eine Hütte für Vogelwarte. 1971 verbrachten die Schriftsteller Godfried Bomans und Jan Wolkers jeweils eine Woche als Vogelbeobachter; Bomans vom 10. bis 17. Juli und Wolkers vom 17. bis 24. Juli. Ihr einziger Kontakt mit der Außenwelt war ein täglicher Funkkontakt mit dem VARA-Mitarbeiter Willem Ruis.
Wolker verarbeitete seine Erlebnisse in dem Buch Groeten van Rottumerplaat (1971). Das Tagebuch von Bomans erschien unter dem Namen Op Reis rond de Wereld en op Rottumerplaat (1972) und Dagboek van Rottumerplaat (1988).